# ديف هارجريفز
ديف هارجريفز (بالإنجليزية: Dave Hargreaves)‏ هو لاعب كرة قدم بريطاني، ولد في 27 أغسطس 1954 في أكرينجتون في المملكة المتحدة، وتوفي في 8 أغسطس 2018. لعب مع بلاكبيرن روفرز.